# Oreodytes septentrionalis
Oreodytes septentrionalis é uma espécie de insetos coleópteros pertencente à família Dytiscidae.
A autoridade científica da espécie é Gyllenhal, tendo sido descrita no ano de 1826.
Trata-se de uma espécie presente no território português.